# Brooke & Company

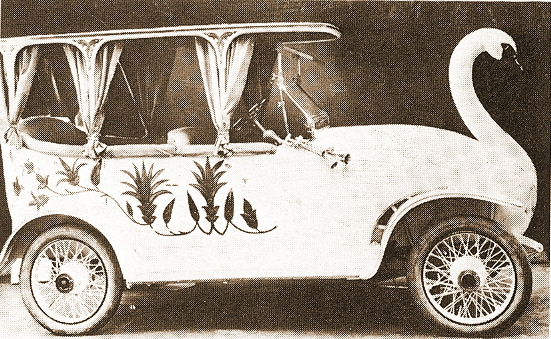
Brooke 15/20 hp (1910) mit Spezialkarosserie

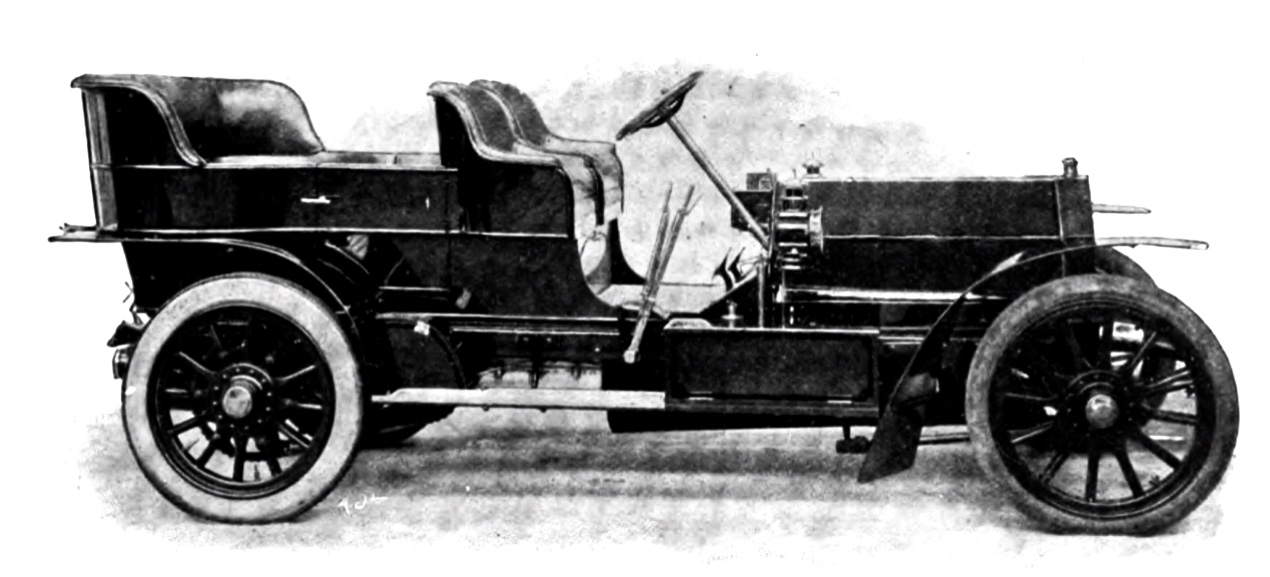
Brooke 35 HP

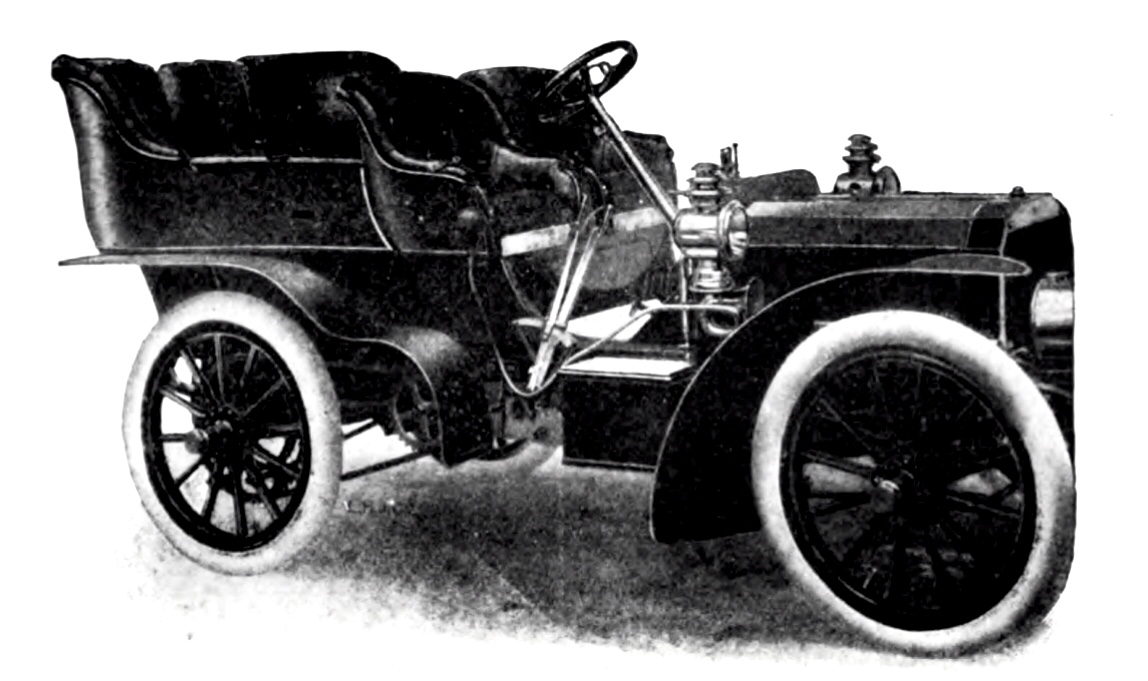
Brooke 15/20 HP

Die J. W. Brooke & Company Ltd. war ein britischer Automobilhersteller in Lowestoft (Suffolk). Dort wurden von 1902 bis 1913 Luxusautomobile hergestellt.

## Beschreibung
Die ersten, bis 1904 gefertigten Brooke-Modelle waren mit quer eingebauten Dreizylinder-Reihenmotoren ausgestattet. Ab 1905 ging man zu Vierzylindermotoren, im Jahr darauf zu Sechszylindermotoren, über. Alle diese Motoren waren seitengesteuert.
Mit Beginn des Ersten Weltkrieges stellte die Firma den Bau von Automobilen ein.

## Modelle
| Modell   | Bauzeitraum | Zylinder | Hubraum  | Bohrung | Hub    | Radstand     |
| -------- | ----------- | -------- | -------- | ------- | ------ | ------------ |
| 10 hp    | 1902        | 3 Reihe  |          |         |        |              |
| 14 hp    | 1903–1904   | 3 Reihe  | 2398 cm³ |         |        | 2286 mm      |
| 15/20 hp | 1905–1907   | 4 Reihe  | 3213 cm³ | 92,075  | 120,65 | 2362–3048 mm |
| 35 hp    | 1905–1907   | 4 Reihe  | 9344 cm³ | 139,7   | 152,4  | 2896–3048 mm |
| 25/30 hp | 1906–1913   | 6 Reihe  | 4820 cm³ | 92,075  | 120,65 | 3048–3200 mm |
| 38 hp    | 1911–1913   | 6 Reihe  | 6001 cm³ |         |        | 3200 mm      |
| 40 hp    | 1908–1913   | 6 Reihe  | 6516 cm³ |         |        | 3200 mm      |